# 朴昌善
朴 昌善（パク・チャンソン、박창선、1954年2月2日 - ）は、韓国慶尚南道金海市出身の元同国代表サッカー選手、指導者。

## 来歴
1986年のワールドカップメキシコ大会では主将を務める。初戦のアルゼンチン戦でゴールを挙げ、韓国代表におけるワールドカップ初得点を記録した。

## 代表歴

### 出場大会
- AFCアジアカップ1984
- 1986 FIFAワールドカップ・アジア予選
- 1986 FIFAワールドカップ
- 1986年アジア競技大会

### ゴール
| #  | 開催年月日     | 開催地         | 対戦国         | 勝敗  | 試合概要                            |
| -- | -------------- | -------------- | -------------- | ----- | ----------------------------------- |
| 1. | 1979年9月16日  | 仁川           | バングラデシュ | ○ 9-0 | コリアカップ国際サッカー大会        |
| 2. | 1984年10月19日 | コルカタ       | インド         | ○ 1-0 | AFCアジアカップ1984                 |
| 3. | 1985年5月19日  | ソウル         | マレーシア     | ○ 2-0 | 1986 FIFAワールドカップ・アジア予選 |
| 4. | 1985年6月6日   | 大田           | タイ           | ○ 3-2 | コリアカップ国際サッカー大会        |
| 5. | 1986年6月2日   | メキシコシティ | アルゼンチン   | ● 1-3 | 1986 FIFAワールドカップ             |
| 6. | 1986年9月20日  | 釜山           | インド         | ○ 3-0 | 1986年アジア競技大会                |
| 7. | 1986年9月28日  | ソウル         | 中国           | ○ 4-2 | 1986年アジア競技大会                |
| 8. | 1986年10月1日  | ソウル         | イラン         | △ 1-1 | 1986年アジア競技大会                |

## タイトル

### 代表
- 1986年アジア競技大会

### 個人
- KリーグMVP（1984年）
- Kリーグアシスト王（1983年）
- Kリーグベストイレブン（1983年、1984年）